# Usa (dopływ Niemna w obwodzie mińskim)
Usa (biał. Уса, Usa; ros. Усса, Ussa) – rzeka na Białorusi, w obwodzie mińskim. Prawy dopływ Niemna. Należy do zlewiska Morza Bałtyckiego dorzecza Niemna.

## Przebieg
Powstaje z kilku strumieni w pobliżu Szyszek, w rejonie dzierżyńskim, na Wysoczyźnie Mińskiej. Początkowo płynie na wschód, by po kilku kilometrach, na wysokości wsi Czyrwonaja Zmiena, zmienić bieg na południe. Przepływa m.in. pod linią kolejową Moskwa – Brześć i drogą magistralną M1. Następnie wpływa do rejon uzdowskiego (na odcinku kilku kilometrów wyznaczając granicę rejonów dzierżyńskiego i uzdowskiego), gdzie uchodzi do Niemna.

## Dopływy
Wpadają doi niej m.in.:
- Wiazynka
- Uzdzianka (Żeść)